# Île Hull
L'île Hull est une île française de l'archipel des Kerguelen située dans le golfe du Morbihan au large de la côte sud de la péninsule Courbet.
Elle est nommée lors de l'expédition Challenger en 1874, en honneur d'un membre de l'équipage.